# Myersinella tetraglena
Myersinella tetraglena är en hjuldjursart som först beskrevs av Wiszniewski 1934.  Myersinella tetraglena ingår i släktet Myersinella och familjen Dicranophoridae. Inga underarter finns listade i Catalogue of Life.